# Семинар им. Д.Г. Успенского – В.Н. Страхова
Международный семинар им. Д. Г. Успенского — В. Н. Страхова «Вопросы теории и практики геологической интерпретации гравитационных, магнитных и электрических полей» — ежегодное научное мероприятие геофизиков, работающих в области теории и практики интерпретации потенциальных полей.
Тематика семинара:

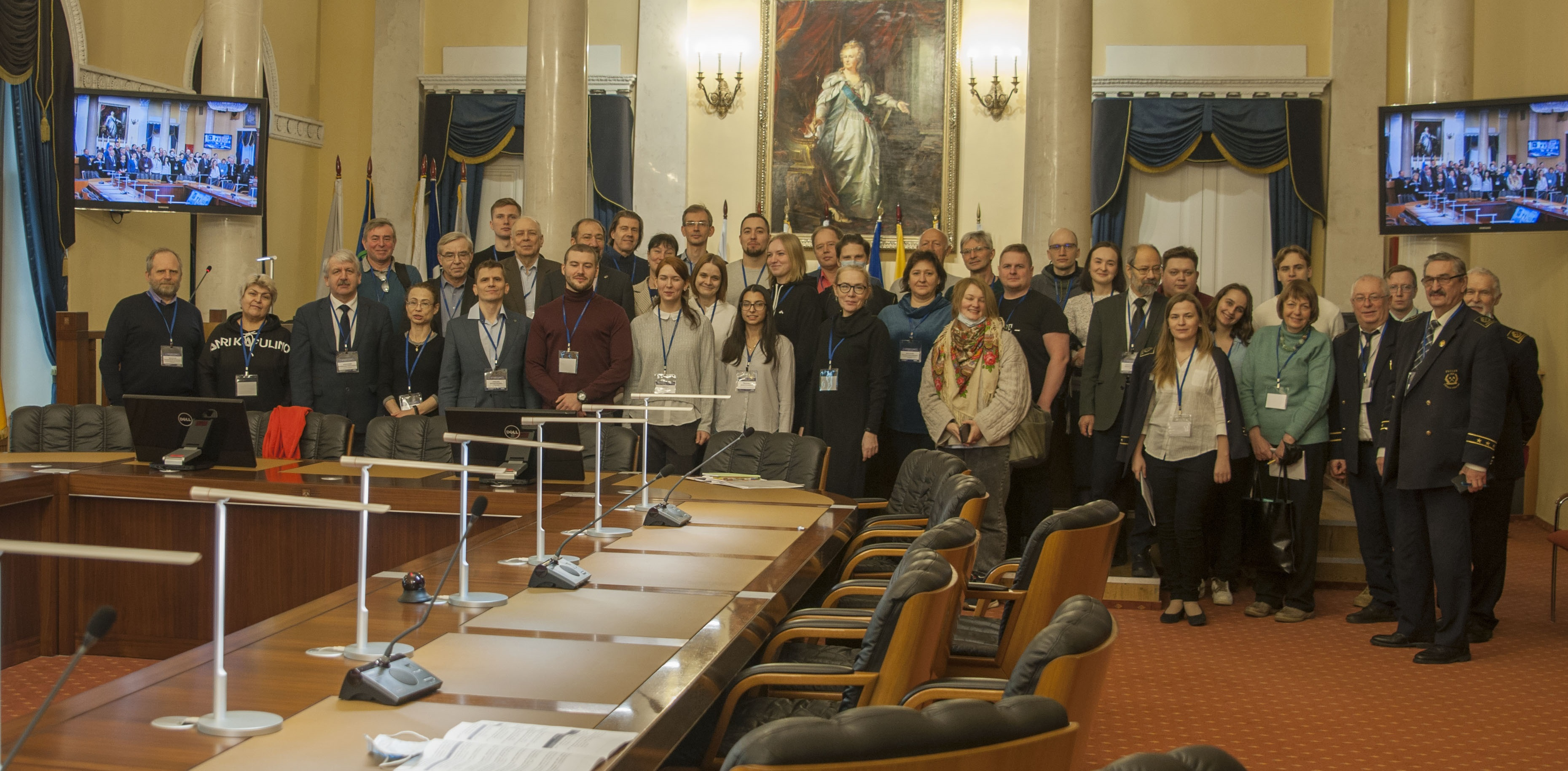
Участники 48-й сессии семинара в Санкт-Петербургском горном университете

- Теоретические аспекты интерпретации гравитационного, магнитного и электрического полей.
- Алгоритмы и компьютерные технологии обработки и интерпретации гравитационного, магнитного и электрического полей.
- Геологическое истолкование аномалий гравитационного, магнитного и электрического полей.

## История
Основателем семинара был профессор Д. Г. Успенский, первично семинары проходили в Москве на базе Института физики Земли имени О. Ю. Шмидта РАН. С конца 1970-х годов его руководителем стал академик В. Н. Страхов, семинар начал проводиться в различных городах.
На 50-й сессии семинара (в 2024 году) председателем программного комитета конференции был чл.-корр. РАН, д.ф.-м.н. Михайлов В. О. (ИФЗ РАН, Москва).
| Номер | Год  | Город           | Базовые организации                                                                                  |
| ----- | ---- | --------------- | --- |
| 1     | 1971 | Москва          | Институт физики Земли АН СССР                                                                        |
| 2     | 1972 | Москва          | Институт физики Земли АН СССР                                                                        |
| 3     | 1973 | Москва          | Институт физики Земли АН СССР                                                                        |
| 4     | 1974 | Москва          | Институт физики Земли АН СССР                                                                        |
| 5     | 1975 | Москва          | Институт физики Земли АН СССР                                                                        |
| 6     | 1976 | Москва          | Институт физики Земли АН СССР                                                                        |
| 7     | 1977 | Москва          | Институт физики Земли АН СССР                                                                        |
| 8     | 1978 | Москва          | Институт физики Земли АН СССР                                                                        |
| 9     | 1979 | Москва          | Институт физики Земли АН СССР                                                                        |
| 10    | 1980 | Киев            | Институт геофизики АН УССР                                                                           |
| 11    | 1981 | Москва          | Институт физики Земли АН СССР                                                                        |
| 12    | 1982 | Пермь           | Камское отделение ВНИГНИ                                                                             |
| 13    | 1984 | Ташкент         | Институт геологии и геофизики                                                                        |
| 14    | 1985 | Москва          | Московский государственный геологоразведочный институт                                               |
| 15    | 1986 | Ленинград       | Ленинградский государственный университет                                                            |
| 16    | 1987 | Иркутск         | Восточно-Сибирский НИИ геологии, геофизики и минерального сырья и Иркутский политехнический институт |
| 17    | 1988 | Москва          | Институт физики Земли АН СССР и Московский государственный геологоразведочный институт               |
| 18    | 1989 | Киев            | Институт геофизики                                                                                   |
| 19    | 1990 | Алма-Ата        | Казахский политехнический институт и КазВИРГ                                                         |
| 20    | 1991 | Днепропетровск  | Днепропетровский горный институт и Центральная геофизическая экспедиция                              |
| 21    | 1992 | Москва          | Московский государственный геологоразведочный институт                                               |
| 22    | 1993 | Москва          | Московская государственная геологоразведочная академия                                               |
| 23    | 1996 | Воронеж         | Воронежский государственный университет                                                              |
| 24    | 1997 | Москва          | Объединенный институт Физики Земли РАН и Московская государственная геологоразведочная академия      |
| 25    | 1998 | Ухта            | Ухтинский индустриальный институт                                                                    |
| 26    | 1999 | Екатеринбург    | Институт геофизики Уральского отделения РАН                                                          |
| 27    | 2000 | Ухта            | Ухтинский индустриальный институт                                                                    |
| 28    | 2001 | Москва          | Объединенный институт физики Земли РАН и Московский государственный геологоразведочный университет   |
| 29    | 2002 | Екатеринбург    | Институт геофизики Уральского отделения РАН                                                          |
| 30    | 2003 | Москва          | Институт Физики Земли РАН и Московский государственный геологоразведочный университет                |
| 31    | 2004 | Москва          | Институт Физики Земли РАН и Московский государственный геологоразведочный университет                |
| 32    | 2005 | Пермь           | Горный институт УрО РАН                                                                              |
| 33    | 2006 | Екатеринбург    | Институт геофизики Уральского отделения РАН                                                          |
| 34    | 2007 | Москва          | Институт Физики Земли РАН и Российский государственный геологоразведочный университет                |
| 35    | 2008 | Ухта            | Ухтинский государственный технический университет                                                    |
| 36    | 2009 | Казань          | Казанский государственный университет                                                                |
| 37    | 2010 | Москва          | Институт Физики Земли РАН                                                                            |
| 38    | 2011 | Пермь           | Горный институт УрО РАН                                                                              |
| 39    | 2012 | Воронеж         | Воронежский государственный университет                                                              |
| 40    | 2013 | Москва          | Институт Физики Земли РАН                                                                            |
| 41    | 2014 | Екатеринбург    | Институт геофизики Уральского отделения РАН                                                          |
| 42    | 2015 | Пермь           | Горный институт УрО РАН                                                                              |
| 43    | 2016 | Воронеж         | Воронежский государственный университет                                                              |
| 44    | 2017 | Москва          | Институт Физики Земли РАН                                                                            |
| 45    | 2018 | Казань          | Казанский федеральный университет                                                                    |
| 46    | 2019 | Пермь           | Горный институт УрО РАН                                                                              |
| 47    | 2020 | Воронеж         | Воронежский государственный университет                                                              |
| 48    | 2022 | Санкт-Петербург | ВСЕГЕИ им. А. П. Карпинского и Санкт-Петербургский горный университет                                |
| 49    | 2023 | Екатеринбург    | Институт геофизики УрО РАН и Уральский государственный горный университет                            |
| 50    | 2024 | Москва          | Институт Физики Земли РАН                                                                            |
| 51    | 2025 | Пермь           | Горный институт УрО РАН и Пермский государственный национальный исследовательский университет        |